# Bläck Fööss
Die Bläck Fööss (Kölsch für nackte Füße) [ˈbɭæk  ˌføːs] (hörenⓘ) sind eine Kölner Mundartband. Sie gehören zu den langlebigsten und erfolgreichsten Kölner Gruppen und haben ein weit über Karnevalslieder hinausgehendes, stilistisch vielseitiges Repertoire, in dem Schlager, Popmusik, Jazz, Blues, Rockmusik, Rock & Roll, Disco, Funk oder Reggae ebenso vertreten sind wie Krätzchengesang. Zu ihren bekanntesten Titeln zählen  Drink doch eine met (1971), En unserem Veedel und Mer losse d’r Dom en Kölle (beide 1973).

## Geschichte
Vor 1970 spielten die Mitglieder der Bläck Fööss in diversen Kölner Beat-Gruppen. Vorläufer-Bands der Bläck Fööss waren Singing End, Stowaways und The Beat Stones. Tommy Engel spielte bei The Luckies und den Black Birds, danach Schlagzeug bei den Tony Hendrik Five, bevor er zu den Stowaways wechselte. Diese Bands traten im Vorprogramm berühmter Beatgruppen auf, so etwa die Beat Stones am 6. November 1966 bei The Who mit The Lords in Messehalle 8. Die Beat Stones stellten ihre erste Single What? Am I in Love? im Vorprogramm des Beach-Boys-Konzerts am 17. Mai 1967 in der Kölner Sporthalle vor. Im September 1968 traten die Stowaways (mit Hartmut Priess, Peter Schütten und Ernst „Erry“ Stoklosa) bei einem Beatfestival in den Sartory-Sälen auf und gewannen den ersten Preis.
Auf Karnevalsbällen spielten diese Gruppen die Hits der Beatles, der Kinks oder der Hollies, jedoch gab es auch Nachfrage nach Karnevalsliedern. Daher entschloss man sich, auch auf Kölsch zu singen. Graham Bonney, mit dem die Band im Studio arbeitete, schlug ihnen vor, einen kölschen Titel aufzunehmen. Doch die Band wollte ihren guten Namen als Beat-Gruppe nicht riskieren und erfand den Namen De Bläck Fööss (Die nackten Füße) als Pseudonym, der zwar kölsch war, aber auch englisch klang. Das Kölner Plattenlabel Electrola veröffentlichte am 22. Oktober 1970 ihre erste Single Rievkooche-Walzer / Selverhuhzick. Da von der Platte nur 2000 Exemplare verkauft wurden, produzierte Electrola vorerst keine weiteren mit der Band.
Das im September 1971 in den Kölner Cornet-Studios aufgenommene Stück Drink doch eine met wurde von Heinz Gietz produziert und zunächst von den Plattenlabels abgelehnt, weil diese englische Texte bevorzugten. Gietz, der Electrola 1966 verlassen und sein eigenes Plattenlabel Cornet Records gegründet hatte, besaß einen Vertriebsvertrag mit BASF und veröffentlichte 1972 den Titel, der sofort ein Publikumserfolg wurde. Cornet Records produzierte zwei Langspielplatten mit den Bläck Fööss, 1974 Op bläcke Fööss noh Kölle und 1975 Lück wie ich un du.
Der Erfolg der Gruppe in den Sälen und beim regionalen Plattenverkauf ermutigte Electrola 1976, der Band erneut einen Plattenvertrag anzubieten. Bald war die Gruppe bei Karnevalssitzungen und -bällen sehr gefragt, nur die konservativen Karnevalsgesellschaften waren zunächst durch das Äußere der Gruppe irritiert: langhaarig, in Jeans und barfuß, um dem neuen Bandnamen gerecht zu werden (was man später wegen der Verletzungsgefahr durch Glasscherben wieder aufgab), tauchten die Bläck Fööss mit E-Gitarren und tragbaren Verstärkern auf den traditionellen Karnevalsveranstaltungen auf.

## Repertoire
Ab den 1970er Jahren entwickelten sich die Bläck Fööss durch einfallsreiche und humorvolle Titel mit eingängigen Melodien zu musikalischen Superstars des Kölner Karnevals. Sie wurden mit über 100 Titeln zu den Hauptabnehmern der Lieder des Komponisten Hans Knipp über das kölsche Milieu, die rheinische Mentalität und Blicke hinter die Kulissen des kleinbürgerlichen Alltags. Zu Knipp entstand erstmals 1970 ein Kontakt, als die Gruppe noch unbekannt war. 
Er verfasste 1973 mit Mer losse d’r Dom en Kölle eine der Hymnen des kölschen Karnevals. Ursprünglich als Kritik an der Sanierungspolitik der Stadt Köln gedacht (Der Titel ist eine Anspielung auf die bekannte Redewendung Die Kirche im Dorf lassen), wird das Stück auch häufig als Hommage an den Kölner Dom interpretiert. In Lange Samstag en d’r City aus dem Jahr 1977 sang die Gruppe über das Erlebnis eines verkaufsoffenen Samstags mit Kleinkindern.
Bei seinen Titeln für die Bläck Fööss wie Ming eetste Fründin (1976), Buuredanz (1977), Mer bruche keiner (1998) oder Unsere Stammbaum (2000) ließ Knipp sich von der künstlerischen Vielfalt der Band leiten. Die deutsche Hitparade erreichten sie erstmals mit Katrin, einem Stück über die angebetete Bedienung in einem McDonald’s-Restaurant (Januar 1985; Platz 25), das nachfolgende Frankreich, Frankreich (Juli 1985; Platz 9) wurde ihr bislang größter Hitparadenerfolg mit 190.000 verkauften Tonträgern. Fünf ihrer Langspielplatten konnten sich in den deutschen Top Ten platzieren.
Die Gruppe hat ein weit über die Karnevalslieder hinausgehendes, stilistisch vielseitiges Repertoire, eine Mischung aus Schlager, Popmusik, Jazz, Blues, Rockmusik, Rock & Roll, Disco, Funk oder Reggae ebenso wie Krätzchengesang. Zudem sind auf den älteren Platten auch einige Gesellschaftstänze vertreten, wie beispielsweise Samba (Wenn de Sonn schön schingk; 1974), Tango (Damenwahl em Stammlokal; 1976) oder Cha-Cha-Cha (Kaffeebud; 1978). Einige Songs der Bläck Fööss sind Coverversionen, deren Originale etwa von Ladysmith Black Mambazo, den Beatles, den Hollies, Neil Young, Willi Ostermann oder Herbert Grönemeyer stammen. Produzent der Gruppe war von 1973 bis zu seinem Tod 2003 Werner Dies.
Die Bläck Fööss behandeln auch ernste Themen wie im Lied Edelweißpiraten, das vom Schicksal der Kölner Edelweißpiraten im „Dritten Reich“ erzählt oder im Stück Feschers Köbes den Aufstand gegen die Willkürherrschaft des Erzbischofs Anno im Jahre 1074. Mit Titeln wie Sirtaki oder Unsere Stammbaum bezieht die Gruppe immer wieder Position gegen Rassismus und Fremdenfeindlichkeit, was sie auch durch ihre Auftritte 1992 und 2012 beim Konzert gegen rechte Gewalt Arsch huh, Zäng ussenander unterstrich.

### Autorenschaft
Neben Hans Knipp schrieb bis in die 1990er Jahre v. a. Reiner Hömig viele Lieder für die Bläck Fööss. Bei Eigenkompositionen der Band wurde in den ersten Jahren jeweils Hartmut Priess als alleiniger Autor angegeben. Erst ab dem Album Links eröm – rächs eröm von 1977 wurden die jeweiligen Autoren auf den Schallplatten vollständig ausgewiesen.

## Mitglieder

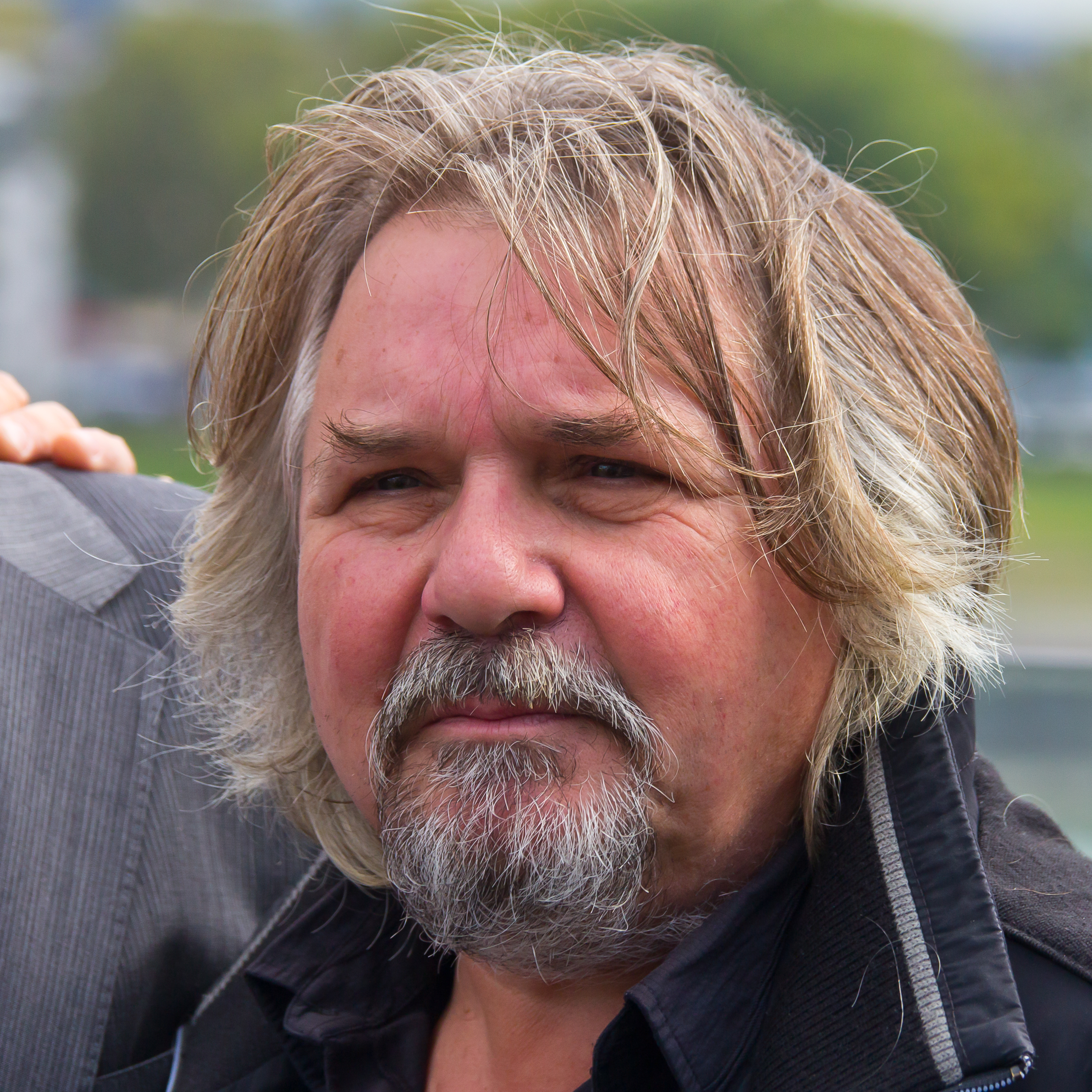
Tommy Engel (Frontmann von 1970 bis 1994)

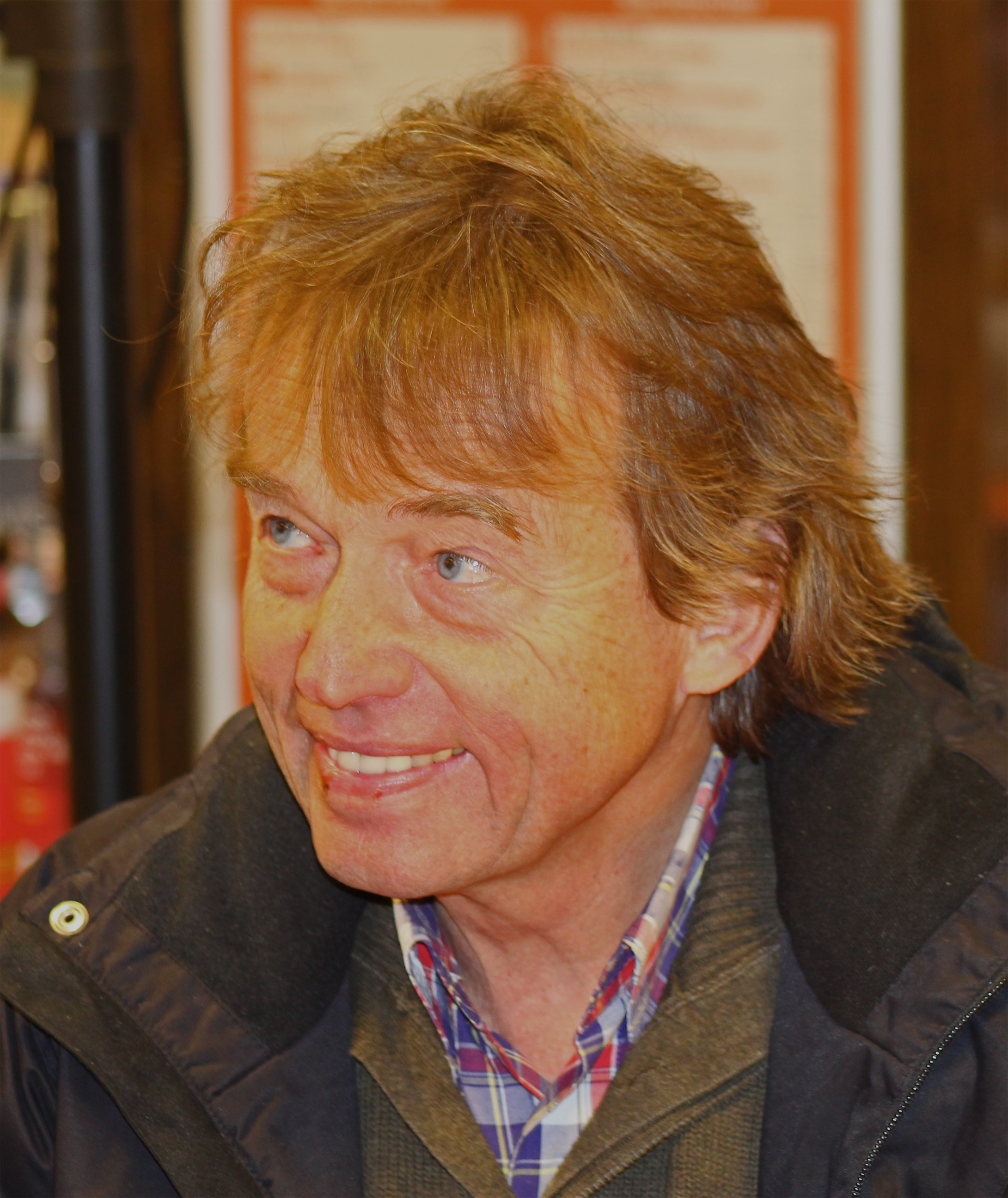
„Kafi“ Biermann (Frontmann von 1995 bis 2016)

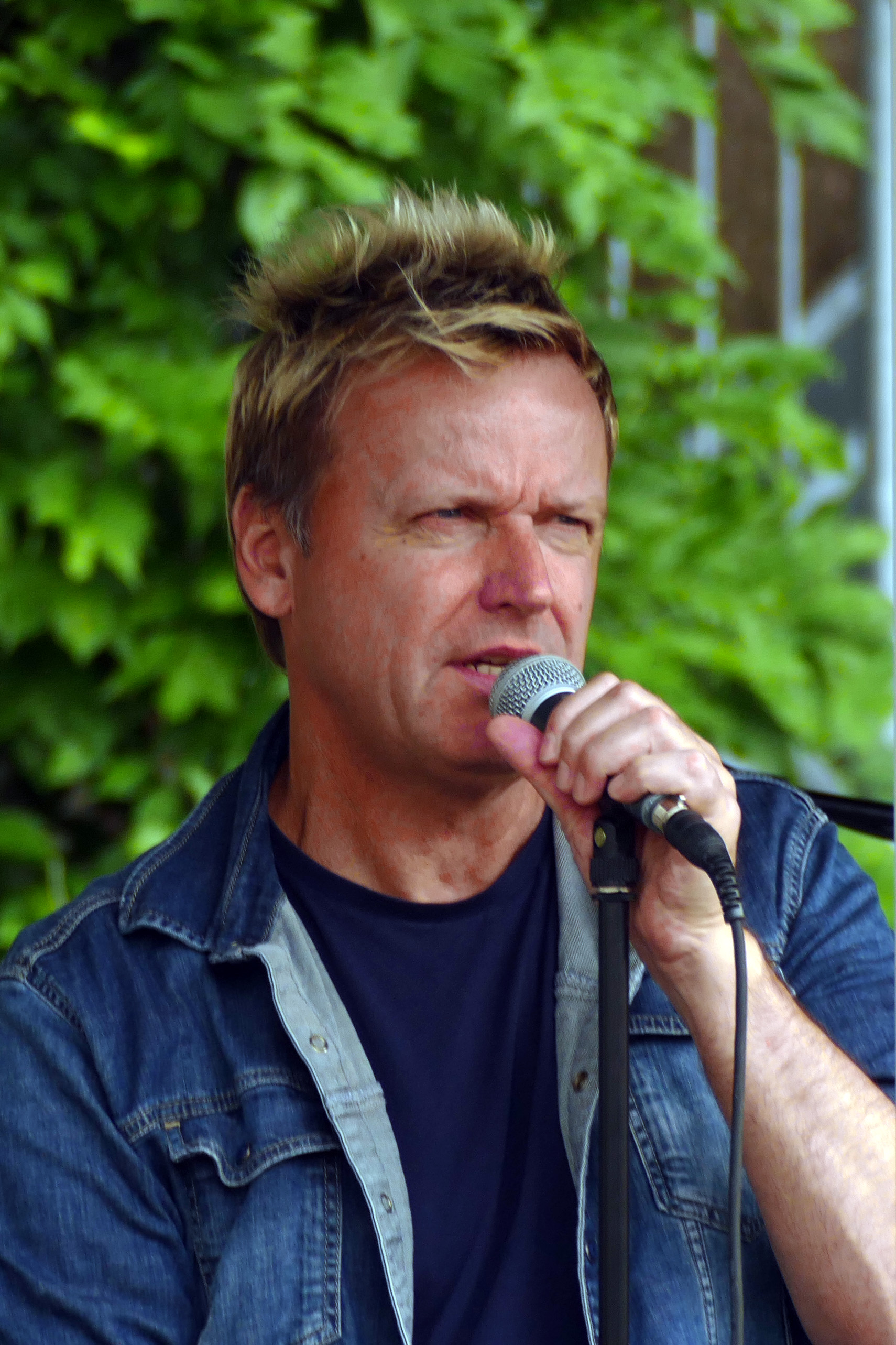
Mirko Bäumer (Frontmann seit 2017)

In den 50 Jahren ihres Bestehens (seit 1970) haben die Bläck Fööss einige personelle Veränderungen vorgenommen. So ersetzte zu Beginn der achtziger Jahre der Keyboarder Willy Schnitzler seinen Vorgänger Dieter „Joko“ Jaenisch, der mit einer Unterbrechung von 1974 bis 1977 seit Gründung der Gruppe dabei gewesen war. In dieser Zeit spielte Rolf Lammers die Keyboards, der später als Studiomusiker und Mitglied der Band L.S.E. bekannt wurde.
Der spektakulärste Wechsel erfolgte 1994, als sich der Frontmann Tommy Engel nach längeren, hauptsächlich künstlerischen Differenzen von der Gruppe trennte. Er tritt seitdem solo auf. Engels Nachfolger wurde „Kafi“ Biermann. Im Zuge der Umbesetzung wurden die Bläck Fööss um den Schlagzeuger und Sänger Ralph „Gus“ Gusovius erweitert, der zuvor schon lange als Studiomusiker mitgewirkt hatte.
Nach der Session 2005 verließ Willy Schnitzler die Gruppe, weil er wegen Arthrose in den Händen nicht mehr Keyboard und Akkordeon spielen konnte. Er kam im Juni 2019 bei einem Autounfall in Ungarn ums Leben, wo er inzwischen wohnte. Sein Nachfolger ist Andreas Wegener, der als Profimusiker bereits mit verschiedenen namhaften Musikern zusammengearbeitet hat.
Im Januar 2017 wurde Mirko Bäumer der Nachfolger des Sängers Kafi Biermann. Ende Februar 2017 verließ auch das Gründungsmitglied Peter Schütten die Gruppe. Sein Nachfolger wurde Pit Hupperten. Bassist Hartmut Priess wurde Silvester 2018 von der Gruppe verabschiedet; sein Nachfolger ist Hanz Thodam.
2019 erlitt der Gitarrist „Bömmel“ Lückerath nach einem Karnevalsauftritt einen Schlaganfall und musste mehrere Monate pausieren; seitdem wird die Band vom Gitarristen Christoph Granderath unterstützt. 2021 wurde er vollwertiges Mitglied der Bläck Fööss.
Im Oktober 2022 verkündete die Band den Ausstieg der letzten beiden Gründungsmitglieder Erry Stoklosa und „Bömmel“ Lückerath zum Jahresende. Beim vorerst letzten Silvesterkonzert der Bläck Fööss in der Lanxess Arena verabschiedeten sie sich vom Publikum.
Im Februar 2023 verkündete Ralph „Gus“ Gusovius seinen Ausstieg zum Ende der laufenden Karnevalssession. Sein Nachfolger wurde Alex Vesper, der seit 1994 als Studiomusiker für die Bläck Fööss tätig war und damit die von ihm mitgegründete Band Eldorado (Band) verließ.

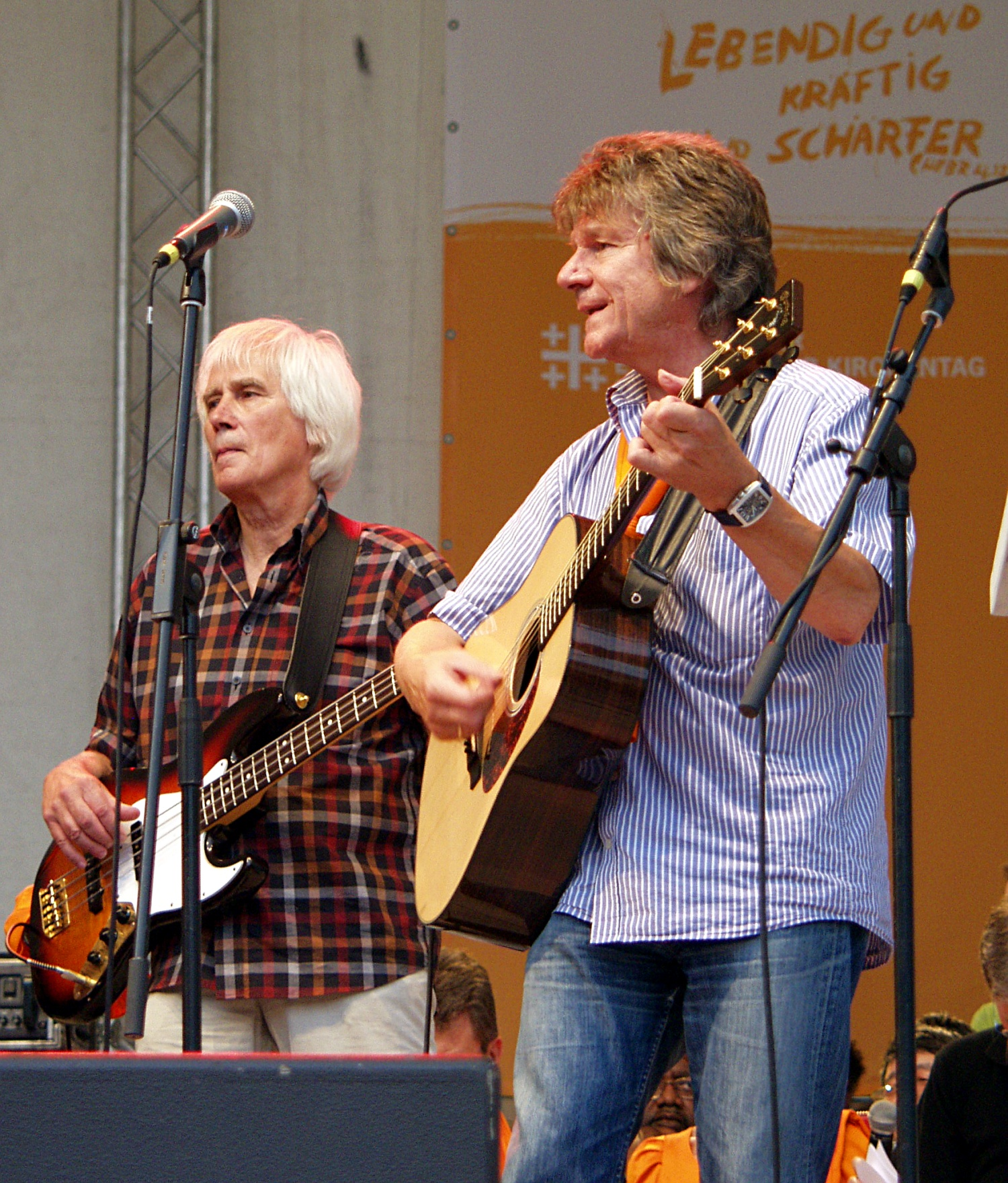
Hartmut Priess und „Bömmel“ Lückerath
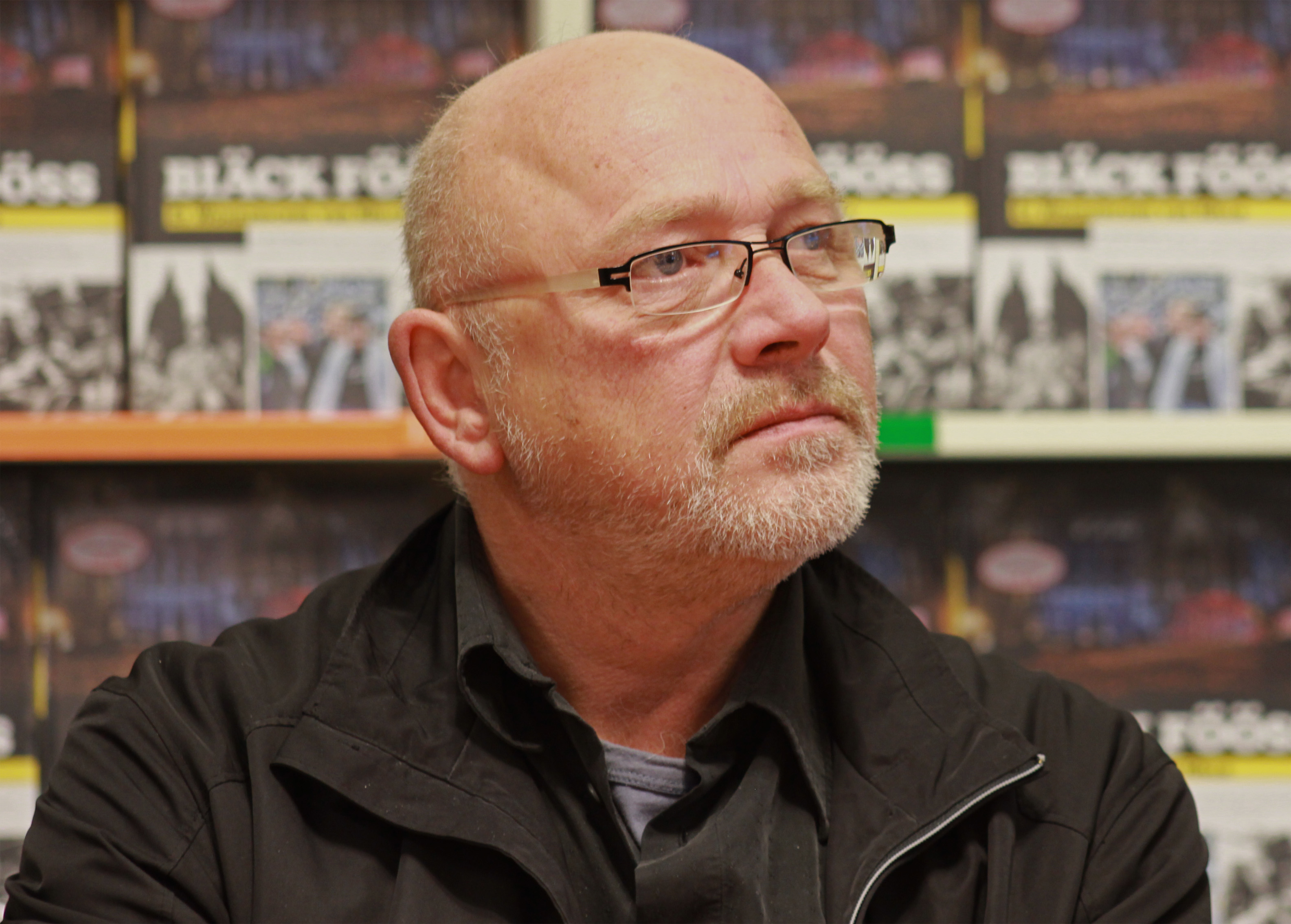
Ralph Gusovius
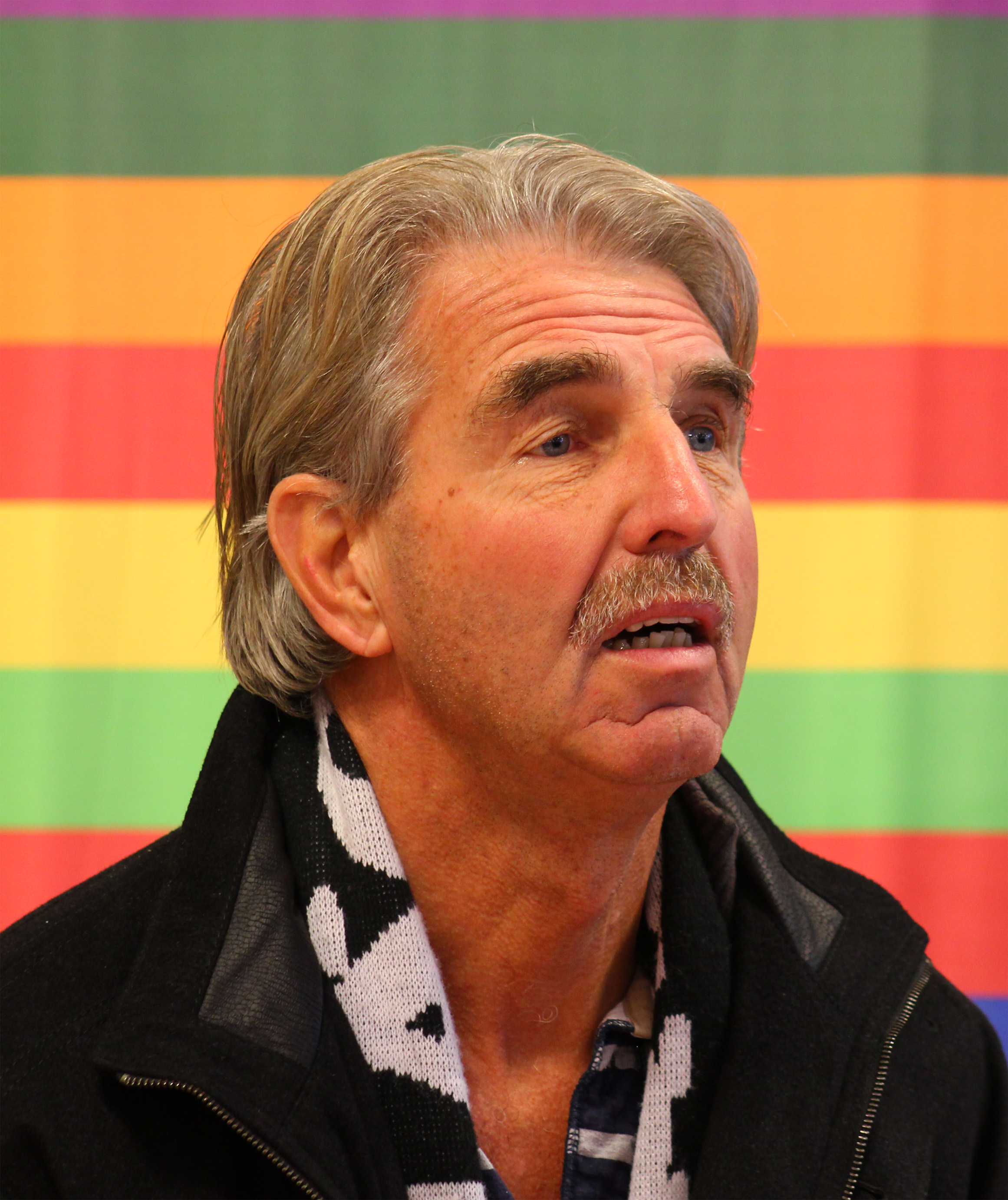
Peter Schütten
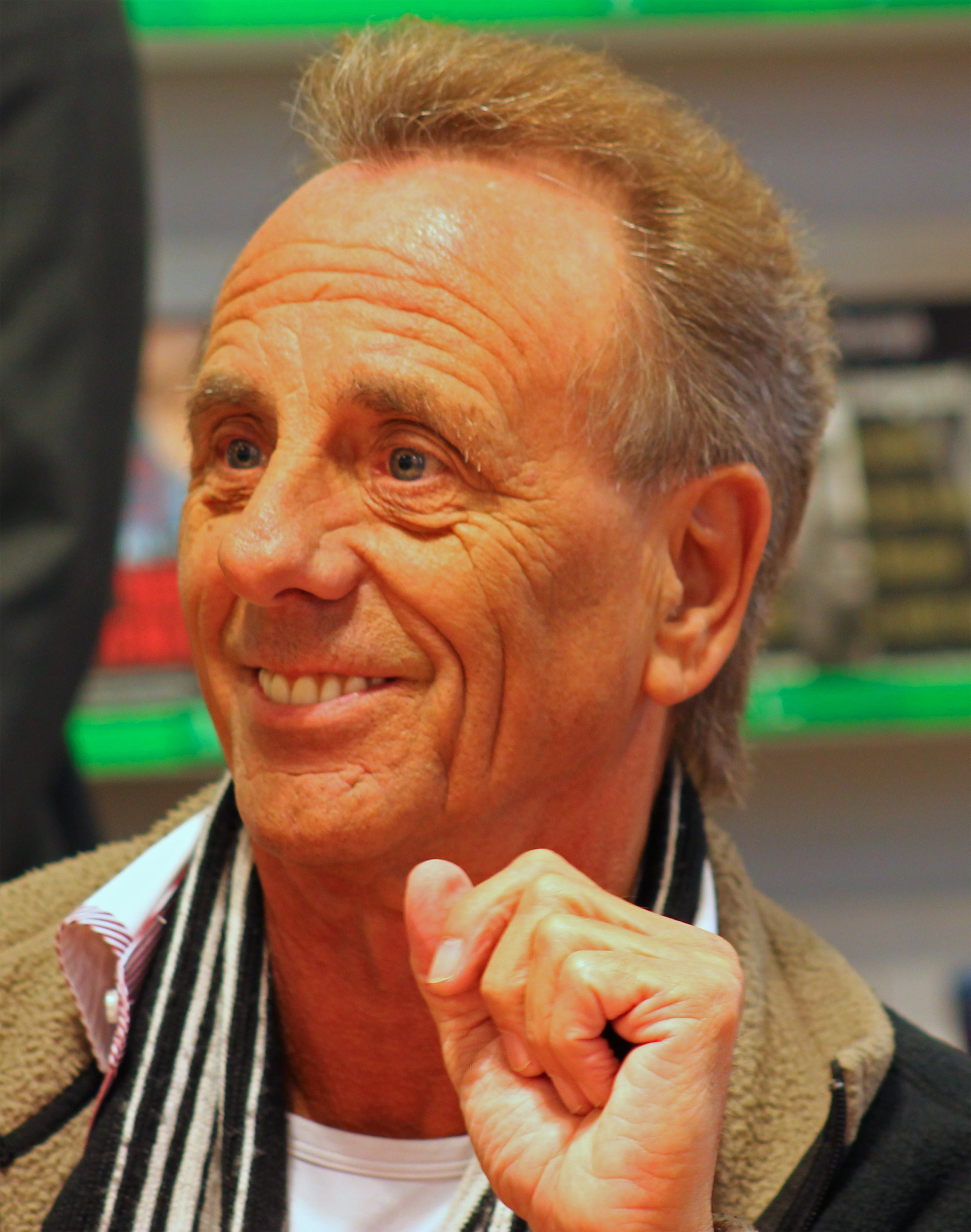
Erry Stoklosa

## Zusammenarbeit mit anderen Künstlern
Die Band arbeitete im Laufe der Zeit mit vielen Studiomusikern zusammen und trat auf der Bühne gemeinsam mit anderen Kölner Künstlern auf.
- 1973 spielte die Gruppe das Titellied zu der Zeichentrickserie Wickie und die starken Männer.
- 1974 spielte die Gruppe das Schlusslied der Hobbythek ein.
- 1981 sang der Kölner Rockmusiker, Roadie und Freund der Bläck Fööss King Size Dick auf der Platte Wenn et jöck… zwei Lieder, wie auch auf Morje, Morje
- 1990 gab es einen Auftritt mit Ladysmith Black Mambazo beim WDR-Folkfestival.
- In den 1990er Jahren holten die Bläck Fööss gelegentlich die Schäl Sick Brass Band mit auf die Bühne.
- 2000 nahmen sie ihren ersten großen Hit Drink doch eine met zusammen mit dem Sänger Daddy Dee in einer Zick Zick eröm genannten Fassung neu auf.
- 2002 wurden die Bläck Fööss bei dem Lied Du… (bes die Stadt), das auf dem Stück Highland Cathedral basiert, von der Cologne Caledonian Pipe Band begleitet.
- Gelegentlich treten die Bläck Fööss mit anderen Kölner Bands auf, wie den Höhnern.

## Diskografie

### Alben
| Jahr | Titel                                                   | Höchstplatzierung, Gesamtwochen, AuszeichnungChartsChartplatzierungen (Jahr, Titel, Platzierungen, Wochen, Auszeichnungen, Anmerkungen) | Anmerkungen |
| Jahr | Titel                                                   | DE | Anmerkungen |
| ---- | ------------------------------------------------------- | --- | ----------- |
| 1977 | Links eröm – rächs eröm                                 | DE7 Gold · (9 Wo.)DE |             |
| 1978 | Mer han ’nen Deckel                                     | DE3 (8 Wo.)DE |             |
| 1979 | Uns Johreszigge                                         | DE10 (7 Wo.)DE |             |
| 1980 | D’r Rhing erop – D’r Rhing eraf                         | DE12 (17 Wo.)DE |             |
| 1980 | Live am Tanzbrunnen                                     | DE4 (5 Wo.)DE |             |
| 1981 | Wenn et jöck … dann weed et Zick …                      | DE15 (7 Wo.)DE |             |
| 1982 | Morje, Morje                                            | DE35 (9 Wo.)DE |             |
| 1983 | Immer wigger                                            | DE25 (17 Wo.)DE |             |
| 1984 | Mir klääve am Lääve                                     | DE12 (17 Wo.)DE |             |
| 1985 | Schöne Bescherung                                       | DE16 (20 Wo.)DE |             |
| 1986 | Zweierlei Fööss                                         | DE65 (1 Wo.)DE |             |
| 1989 | Live im Millowitsch-Theater                             | DE7 (15 Wo.)DE |             |
| 1990 | Et es 20 Johr jenau jetz her                            | DE27 (13 Wo.)DE |             |
| 1993 | A Capella                                               | DE31 (8 Wo.)DE |             |
| 1994 | Rheinhotel                                              | DE71 (8 Wo.)DE |             |
| 1998 | Schönes Wochenende                                      | DE89 (2 Wo.)DE |             |
| 2000 | 30 Jahre Bläck Fööss Live                               | DE27 (10 Wo.)DE |             |
| 2001 | Best of Bläck Fööss … zum fiere                         | DE54 (2 Wo.)DE |             |
| 2002 | K-BF 33                                                 | DE27 (6 Wo.)DE |             |
| 2006 | Do laach et Hätz, do jrins die Fott                     | DE99 (1 Wo.)DE |             |
| 2010 | 40 Jahre Bläck Fööss Live                               | DE79 (2 Wo.)DE |             |
| 2016 | Freiheit Alaaf                                          | DE57 (1 Wo.)DE |             |
| 2018 | Su schön wie augenblecklich                             | DE65 (1 Wo.)DE |             |
| 2020 | 5Ö – Das Jubiläumsalbum                                 | DE4 (8 Wo.)DE |             |
| 2022 | 50+2 – Wie fröher – nur späder – Live vum Roncalliplatz | DE75 (1 Wo.)DE |             |

Weitere Alben
- 1974: Op bläcke Fööss noh Kölle
- 1975: Lück wie ich un du
- 1976: Bei uns doheim
- 1985: Em richtije Veedel
- 1987: Pänz, Pänz, Pänz
- 1987: Endlich frei!
- 1988: Mer losse d’r Dom in Kölle
- 1988: Was habst du in die Sack?
- 1990: Live
- 1991: Nix es ömesöns
- 1995: Heimweh nach Köln
- 1996: Roxy
- 1997: Lück wie ich un du[24]
- 1998: En d’r Südstadt jeiht et Leech aan
- 2000: Loss mer uns verdrare
- 2003: Best of … zum dräume
- 2003: Kölsche Weihnacht
- 2004: Rut & Wiess
- 2005: Usjebomb
- 2007: Best of … zum danze!
- 2008: Jommer noh Hus oder solle mer blieve?
- 2009: Wie die Zick verjeiht …
- 2011: Alles für die Liebe
- 2014: Best of … für et Hätz

### Singles
| Jahr | Titel Album                                                          | Höchstplatzierung, Gesamtwochen, AuszeichnungChartsChartplatzierungen (Jahr, Titel, Album, Platzierungen, Wochen, Auszeichnungen, Anmerkungen) | Anmerkungen                                                             |
| Jahr | Titel Album                                                          | DE | Anmerkungen                                                             |
| ---- | -------------------------------------------------------------------- | --- | ----------------------------------------------------------------------- |
| 1971 | Drink doch eine met                                                  | DE79 (3 Wo.)DE | B-Seite der Single: Mir drinken us einer Fläsch Charteinstieg erst 2009 |
| 1973 | Mer losse d’r Dom en Kölle Op bläcke Fööss noh Kölle                 | DE95 (3 Wo.)DE | B-Seite: In unserem Veedel Charteinstieg erst 2009                      |
| 1985 | Katrin Mir klääve am Lääve                                           | DE25 (13 Wo.)DE | B-Seite: Surfen am Fühlinger See                                        |
| 1985 | Frankreich Frankreich Schöne Bescherung                              | DE9 (15 Wo.)DE | B-Seite: Le Mont St. Michel                                             |
| 1985 | Bye, Bye My Love Schöne Bescherung                                   | DE27 (15 Wo.)DE | B-Seite: S.D.I. (Mir hevven af)                                         |
| 1986 | Party Service Zweierlei Fööss                                        | DE67 (2 Wo.)DE | B-Seite: Drachenfels                                                    |
| 1989 | Männer 1989 em Millowitsch-Theater                                   | DE23 (17 Wo.)DE | B-Seite: Stellt üch vüür Original: Herbert Grönemeyer                   |
| 1991 | Moni hat geweint Nix es ömesöns                                      | DE93 (1 Wo.)DE | B-Seite: Moni hat geweint (Live)                                        |
| 2007 | Ävver bitte bitte met jeföhl Jommer noh Hus … oder solle mer blieve? | DE84 (1 Wo.)DE |                                                                         |
| 2010 | He deit et wih un do deit et wih Alles für die Liebe                 | DE22 (8 Wo.)DE |                                                                         |
| 2011 | Mir han e Hätz für Kölle Alles für die Liebe                         | DE81 (2 Wo.)DE |                                                                         |

Weitere Singles
- 1970: Rievkooche Walzer / Selverhuhzick
- 1974: Leev Linda Lou / Whisky Double für Old Wabbel
- 1974: Wenn de Sonn schön schingk
- 1975: Loss d’r Kopp nit hänge / De Mama kritt schon widder e Kind
- 1975: Lück wie ich un du / Die 3 vun d’r Linie 2
- 1975: Pänz, Pänz, Pänz / Einmol em Johr
- 1976: Damenwahl em Stammlokal / Et Spanien-Leed
- 1976: Ming eetste Fründin / Ich krij’e Bier un du kriß e Bier
- 1977: Buuredanz
- 1977: Sirtaki / Rita Schnell
- 1977: Loss mer jet schunkele / Lange Samstag en d’r City
- 1978: Danz Mädche Danz / Et jitt kei jrößer Leid
- 1978: Kaffeebud / Himmelfahrt
- 1978: Weia Oweia / Ich han nen Deckel
- 1979: Familijedaach / Treck noch ens dat Kleid ahn
- 1980: Indianer kriesche nit / Anglerleed
- 1980: Flipper / M.S.Monika
- 1981: Schäle Schäng / Kölsche Bröck
- 1982: Schötzefess / Heimweh en Kölle
- 1983: Achterbahn / Polterovend
- 1984: Huusmeister Kaczmarek / Sporthall
- 1986: Neña / Herman The German
- 1987: Du bes zu schön / Kölle am Rhing
- 1987: Baby I Love You / Loss m’r jon
- 1987: Wochenplan / Wochemaat en Kölle, Wochenplan (DKF Version)
- 1990: Dovun dräum ich sulang (Tanzbrunnen) / Dä Wing vun Kölle am Rhing
- 1990: Bläck Fööss Band / Dat Wasser vun Kölle
- 1990: Danz Bläck Fööss Danz / Maiwiese (Instrumental)
- 1992: Tarzan / Rentner
- 1993: Sie liebt dich / Komm gib mir deine Hand / Liebe deine Feinde
- 1994: Rheinhotel
- 1994: Kumm widder heim
- 1996: Wenn et Leech usjing em Roxy
- 1996: Do han sen en d’r Ärm jenomme
- 1998: Mer bruche keiner
- 1998: Fastelovendstrumm
- 1998: Ein Leben nach dem Tod
- 2000: Unsere Stammbaum
- 2000: Zick zick eröm (Drink doch eine met 2000)
- 2002: Du bes die Stadt
- 2013: Kölner Leechter

### Videoalben
- 2003: Best of … Silvesterparty (DVD)

## Auszeichnungen
- Die Bläck Fööss wurden 1981 mit der Willi-Ostermann-Medaille ausgezeichnet.
- 1989 erhielten sie den Rheinlandtaler.
- Die Bandmitglieder „Kafi“ Biermann, „Bömmel“ Lückerath und Hartmut Priess erhielten 2007 für ihr ehrenamtliches Engagement an Kölner Schulen, dortige Kinder an kölsche Musik heranzuführen, die „Kulturkamelle“ des Festkomitees Kölner Karneval.
- 2015 erhielten die Bläck Fööss die Franz-Peter-Kürten-Auszeichnung[25]